# Eyal Weizman

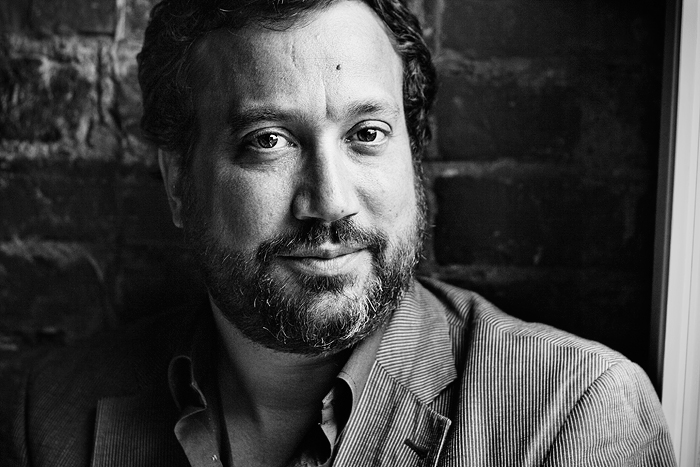
Eyal Weizman (2012)

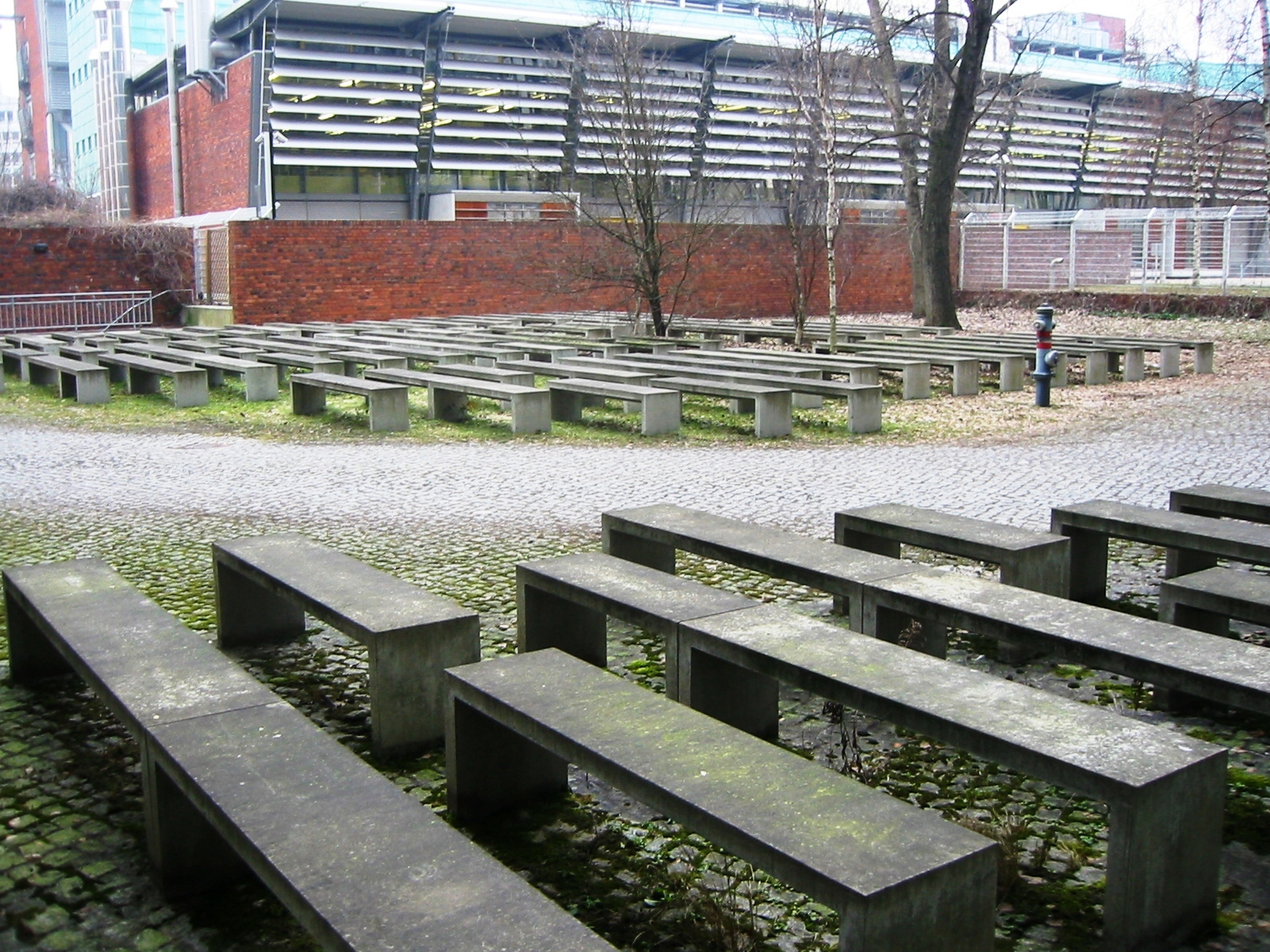
Mahnmal Blatt von Ullman, Hecker und Weizman in Berlin-Kreuzberg

Eyal Weizman MBE (* 1970 in Israel) ist ein israelischer Architekt und Schriftsteller. Er ist Ratsmitglied der Progressiven Internationalen (PI) und Gründer der Rechercheagentur Forensic Architecture.

## Leben
Eyal Weizman arbeitet als Architekt und Direktor des Center for Research Architecture am Goldsmiths College der Universität London. Er ist freier Redakteur und arbeitet u. a. für das Cabinet-Magazin. Zuvor hatte er akademische Positionen an verschiedenen Universitäten wie Princeton, der ETH Zürich und der Akademie der bildenden Künste Wien.
2010 gründete er die Rechercheagentur Forensic Architecture, die unter Anwendung architektonischer Technologien Fälle staatlicher Gewalt und Menschenrechtsverletzungen in der ganzen Welt untersucht. Er befasste sich mit dem Völkermord an den Herero und Nama. Auch hier stellte er Fragen zu den räumlichen Bedingungen auf den Farmen, auf denen die deutschen Militärs und Grundbesitzer ihre Massaker begingen.
Weizman steht in engem Kontakt mit Menschenrechtsorganisationen in Israel und Palästina. Er arbeitet eng mit Francesca Albanese zusammen. Für ihn ist israelische Architektur auf dem Gebiet der Palästinenser „in Material gegossene Politik“. Weizman hat in der London Review of Books kritisch festgestellt, dass das offizielle Deutschland am 12. Januar 2024 am selben Tag des 120. Jahrestags des Beginns des Völkermords an Herero und Nama gedacht hat und in einer zweiten Anhörung vor dem Internationalen Strafgerichtshof den Standpunkt vertreten hat, dass es sich beim gewaltsamen Vorgehen Israels im Zuge des Krieges in Israel und Gaza seit 2023 nicht um einen Völkermord handle. Forensic Architecture veröffentlichte 2024 einen ausführlichen Bericht, nach dem Israel einen Völkermord verübt habe.
Weizman setzt sich in seinen literarischen Werken kritisch mit der Architektenzunft auseinander. In seinem künstlerischen Schaffen beschäftigt er sich mit dem Judentum in Deutschland. 

## Werke (Auswahl)
- Hollow Land. Israel’s Architecture of Occupation. Verso Books, London 2007, ISBN 978-1-84467-125-0.
- Sperrzonen. Israels Architektur der Besatzung („Hollow Land. Israel’s Architecture of Occupation“). Edition Nautilus, Hamburg 2009, ISBN 978-3-89401-605-0.
- Mahnmal Blatt in Berlin-Kreuzberg, Erinnerung an eine zerstörte Synagoge.
- Forensic Architecture. Notes from Friends and Forums. Band # 62 zur dOCUMENTA (13) 2012 in Kassel. Hatje Cantz, Ostfildern 2012, ISBN 978-3-7757-2911-6.
- Mengeles Schädel. Kurze Geschichte der forensischen Ästhetik, Merve, Leipzig 2020, ISBN 978-3-96273-033-8.

## Filme
- Eyal Weizman: Forensic Architecture - Data against DevilrY, Vortrag auf der Re:publica 2018 (englisch, 58 min., YouTube)
- Biennale Architettura 2016 - Forensic Architecture, Vortrag auf der Biennale 2016 (englisch, 4 min., YouTube)

## Auszeichnungen
- 2007: James-Stirling-Memorial-Lecture Prize
- 2019: Mitglied der British Academy, Mitglied des Order of the British Empire